# Cliffortia carinata
Cliffortia carinata är en rosväxtart som beskrevs av August Henning Weimarck. Cliffortia carinata ingår i släktet Cliffortia och familjen rosväxter. Inga underarter finns listade i Catalogue of Life.